# Aeroporti in Irlanda

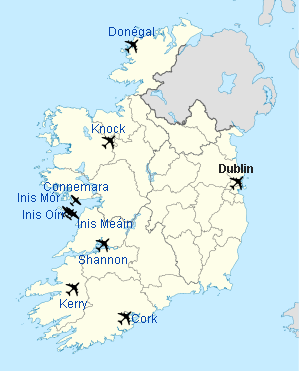
Mappa dei maggiori aeroporti d'Irlanda

Questa è una lista degli aeroporti civili e militari in Irlanda.

## Aeroporti maggiori
| Città/località    | Contea                                   | Provincia | ICAO | IATA | Nome dell'aeroporto                 |
| ----------------- | ---------------------------------------- | --------- | ---- | ---- | ----------------------------------- |
| Cork              | Contea di Cork                           | Munster   | EICK | ORK  | Aeroporto Internazionale di Cork    |
| Donegal/Dungloe   | Contea di Donegal                        | Ulster    | EIDL | CFN  | Aeroporto di Donegal                |
| Dublino           | Contea di Fingal                         | Leinster  | EIDW | DUB  | Aeroporto Internazionale di Dublino |
| Dublino/Leixlip   | Contea di South Dublin/Contea di Kildare | Leinster  | EIWT |      | Aeroporto di Weston                 |
| Galway/Carnmore   | Contea di Galway                         | Connacht  | EICM | GWY  | Aeroporto di Galway                 |
| Tralee/Killarney  | Contea di Kerry                          | Munster   | EIKY | KIR  | Aeroporto di Kerry                  |
| Charlestown/Knock | Contea di Mayo                           | Connacht  | EIKN | NOC  | Aeroporto di Irlanda Ovest          |
| Shannon           | Contea di Clare                          | Munster   | EINN | SNN  | Aeroporto Internazionale di Shannon |
| Sligo/Strandhill  | Contea di Sligo                          | Connacht  | EISG | SXL  | Aeroporto di Sligo                  |
| Waterford         | Contea di Waterford                      | Munster   | EIWT | WAT  | Aeroporto di Waterford              |

## Aeroporti minori
| Città/località       | Contea              | Provincia | ICAO | IATA | Nome dell'aeroporto              |
| -------------------- | ------------------- | --------- | ---- | ---- | -------------------------------- |
| Abbeyshrule          | Contea di Longford  | Leinster  | EIAB |      | Aeroporto di Abbeyshrule         |
| Athboy               | Contea di Meath     | Leinster  | EIMH |      | Aeroporto di Athboy              |
| Bantry               | Contea di Cork      | Munster   | EIBN | BYT  | Aeroporto di Bantry              |
| Béal an Mhuirthead   | Contea di Mayo      | Connacht  | EIBT | BLY  | Aeroporto di Belmullet           |
| Birr                 | Contea di Offaly    | Leinster  | EIBR |      | Aeroporto di Birr                |
| Clonbullogue         | Contea di Offaly    | Leinster  | EICL |      | Aeroporto di Clonbullogue        |
| Connemara/Indreabhán | Contea di Galway    | Connacht  | EICA | NNR  | Aeroporto regionale di Connemara |
| Coonagh/Limerick     | Contea di Limerick  | Munster   | EICN |      | Aeroporto di Coonagh             |
| Dunshaughlin         | Contea di Meath     | Leinster  | EITT |      | Aeroporto di Trevet              |
| Inis Oírr            | Contea di Galway    | Connacht  | EIIR | INQ  | Aeroporto di Inisheer            |
| Inis Meáin           | Contea di Galway    | Connacht  | EIMN | IIA  | Aeroporto di Inishmann           |
| Inis Mór             | Contea di Galway    | Connacht  | EIIM | IOR  | Aeroporto di Inishmore           |
| Kildare              | Contea di Kildare   | Leinster  | EIKH |      | Aeroporto di Kilrush             |
| Kilkenny             | Contea di Kilkenny  | Leinster  | EIKK | KKY  | Aeroporto di Kilkenny            |
| Nenagh/Capperoe      | Contea di Tipperary | Munster   | EIER |      | Aeroporto di Erinagh             |
| Newcastle            | Contea di Wicklow   | Leinster  | EINC |      | Aeroporto di Newcastle           |
| Trim                 | Contea di Meath     | Leinster  | EITM |      | Aeroporto di Trim                |